# Acanthaluteres vittiger
Acanthaluteres vittiger es una especie de peces de la familia Monacanthidae en el orden de los Tetraodontiformes.

## Morfología
Pueden llegar alcanzar los 35 cm de longitud total.

## Hábitat
Es un pez de mar , de clima subtropical y demersal que vive hasta los 40 m de profundidad.

## Distribución geográfica
Se encuentra al sur de Australia: desde el sur de Australia Occidental hasta Nueva Gales del Sur y Tasmania.

## Observaciones
Es inofensivo para los humanos.